# Dionys Pruckner

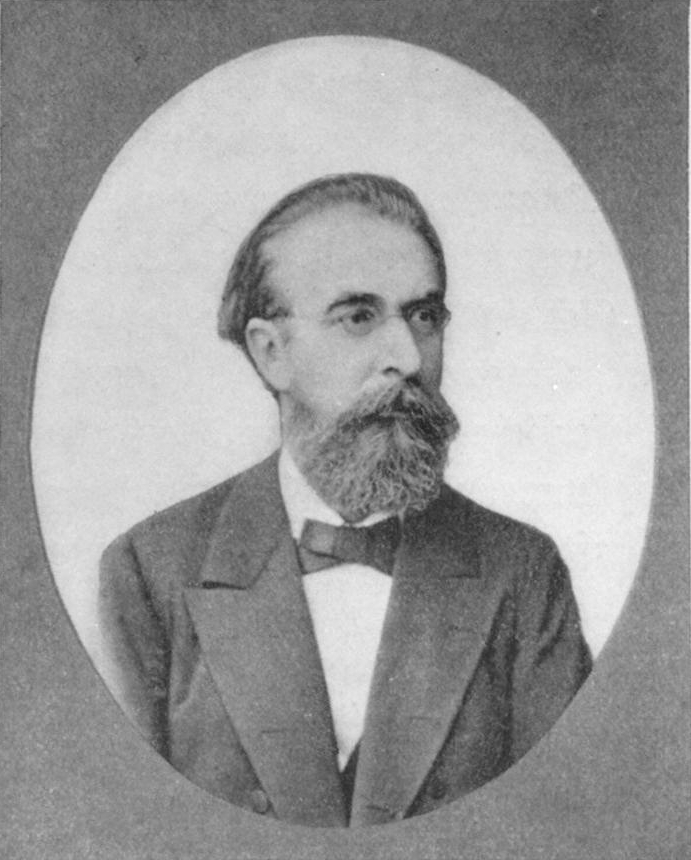
Dionys Pruckner

Dionys Pruckner (* 12. Mai 1834 in München; † 1. Dezember 1896 in Heidelberg) war ein deutscher Pianist und Musikpädagoge.

## Leben und Werk
Dionys Pruckner erhielt mit acht Jahren ersten Klavierunterricht von dem Münchener Organisten Lasser. Mit zehn Jahren wurde er Schüler von Friedrich Niest. Zwei Jahre später gab er sein erstes öffentliches Konzert beim Münchener Philharmonischen Verein im Odeon. Von 1846 bis 1850 kam er durch eine intensive Konzerttätigkeit in München mit bedeutenden lokalen Künstlern wie dem Cellisten Joseph Menter, dem Klarinettisten Karl Bärmann, dem Bühnensänger Giulio Pelegrini und mit Moritz von Schwind in Kontakt, der als Maler zeitlebens seine Liebe zur Musik pflegte. 15-Jährig bestritt Pruckner zwei viel beachtete Konzerte in München bei der Musikalischen Akademie und am Hof- und Nationaltheater jeweils unter der Leitung von Franz Lachner. Um 1850 suchte Pruckners Vater Rat bei deutschen Musikfachleuten wie Ignaz Moscheles, Karl Franz Brendel, Johann Christian Lobe, Julius Rietz und auch bei Franz Liszt hinsichtlich der weiteren musikalischen Ausbildung seines Sohnes. Im Oktober 1851 gab Dionys Pruckner vermittelt durch Rietz im Leipziger Gewandhaus ein Konzert. Von 1851 bis 1855 studierte Pruckner dann bei Franz Liszt in Weimar.
1855 kehrte Pruckner nach München zurück und gab dort bewunderte Konzerte. 1856 siedelte er dann nach Wien über, von wo er zahlreiche Konzertreisen unternahm. In Wien pflegte er mit anderen Künstlern auch die Kammermusik. 1857 kehrte er wieder nach München zurück und unternahm von dort aus mehrere Konzertreisen. Ende 1858 erhielt er dann einen Ruf als Klavierprofessor an das Stuttgarter Konservatorium. Ab seinem 25. Lebensjahr beschränkte sich Pruckner in seinen künstlerischen Darbietungen  von wenigen Ausnahmen abgesehen auf Stuttgart und das schwäbische und badische Umland. Hohes Ansehen erlangte er dort mit den mit dem Violinisten Edmund Singer und dem Cellisten Julius Goltermann durchgeführten Kammermusikabenden.

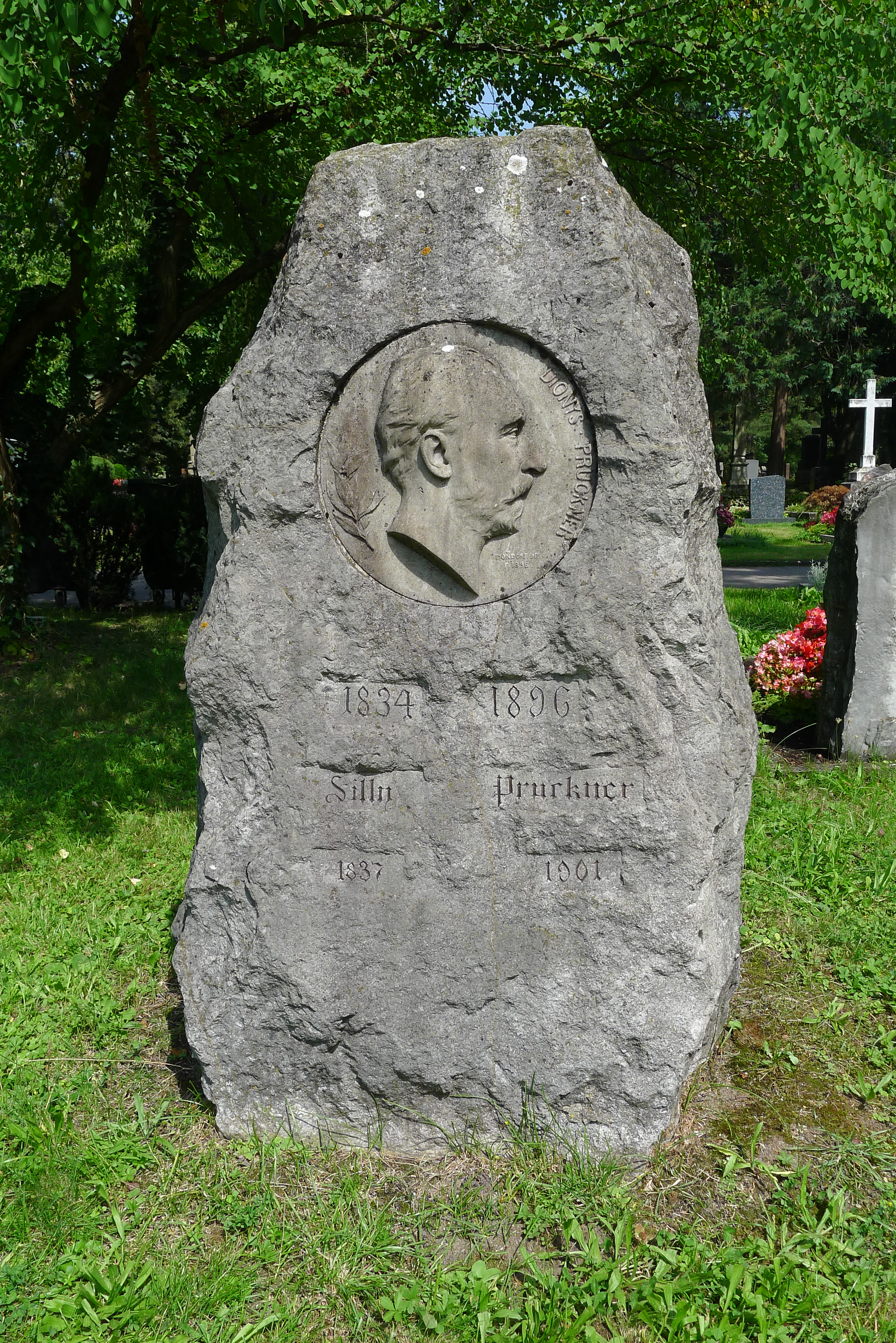
Grabstein von Dionys Pruckner auf dem Pragfriedhof Stuttgart

1896 erkrankte Pruckner an einem Magenleiden, das ihn zwang, seine pianistische Tätigkeit aufzugeben. Eine Operation in der Heidelberger Klinik brachte nicht die erhoffte Genesung. Pruckner verstarb im Dezember 1896 in Heidelberg. Pruckner ist zusammen mit seiner Frau Silly Pruckner (1837–1901) in Abteilung 5 des Stuttgarter Pragfriedhofes beigesetzt. Auf seinem Grabstein befindet sich ein Bronzerelief seines Kopfes, das 1893 der Künstler Karl Donndorf anfertigte.